# Khorasan (província de l'Iran)
|  | Per a altres significats, vegeu «Khorasan». |

Khorasan fou una de les províncies de l'Iran fins al 2004. Situada al nord-est del país, Khorasan era la província més gran de l'Iran fins que va ser dividida en tres províncies el 29 de setembre de 2004.

## Etimologia
El nom es va donar per primera vegada a la província oriental de Pèrsia durant l'Imperi Sasànida[2] i es va utilitzar des de la aixa edat mitjana en distinció de la veïna Transoxiana.

## Província
Les províncies aprovades pel parlament (18 de maig de 2004) i el Consell de Guardians (el 29 de maig de 2004) són:
- Khorasan Nord: Inclou els comtats Budjnurd, Xirvan Esfarayen, Garmeh i Jajarm i Maneh i Samalgan
- Khorasan Sud: Inclou els comtats de Birjand, Ferdows, Qaen, Nehbandan, Sarayan, Sarbisheh i Darmian.
- Khorasan Razavi: Inclou els comtats de Mashad, Sabzevar, Neyshabour, Torbat-i Heydariyeh, Quchan, Jam Torbat-i, Kashmar, Taybad, Gonabad, Dargaz, Sarakhs, Chenaran, Fariman, Khaf, Roshtkhar, Bardaskan, Kalat i Khalil Abad.

Algunes parts de la província s'han afegit a algunes parts del sud a la província de Sistan i Balutxistan i altres parts occidentals a la Província de Yazd.
Khorasan és mundialment famosa per la seva varietat de safrà i zereshk que es produeixen a les ciutats del sud de la província. La producció és de més de 170 tones per any. Khorasan és també coneguda per les seves famoses catifes, així com per on va nàixer Ferdousi i santuaris Imamreza / tombes.
La major província persa de Khorasan inclou parts que són avui a l'est de l'Iran, l'Afganistan, Tadjikistan, Turkmenistan i l'Uzbekistan. Algunes de les principals ciutats de Pèrsia són al Khorasan: Nixapur i Tus (ara Iran), Merv i Sanjan (ara a Turkmenistan), Samarcanda i Bukharà (ambdós actualment a l'Uzbekistan), Herat i Balkh (ara a l'Afganistan), Khujand i Panjakent (ara a Tadjikistan). En la seva llarga història, Khorasan ha conegut molts conqueridors i imperis: els grecs, els àrabs, els turcs seljúcides, safàvides, els paixtus (els afganesos ètnic) i altres.
Els principals grups ètnics d'aquesta regió són perses amb minories turques i turcmans. La majoria de les persones a la regió parlen dialectes moderns estretament relacionats amb el persa. Tanmateix el Khorasan, com a resultat de la seva turbulenta història, està poblada per una gran varietat de grups ètnics: turcmans al nord-oest, i kutxans, timuris i jamshidis a l'est, alguns dels quals segueixen sent nòmades i es creu que són d'origen mixt de grups irànics i turcs, i al sud-est, poble balutxi. També hi ha una important comunitat afganesa a la província a causa de l'afluència de refugiats de l'Afganistan en els últims anys. Aquí i allà hi han establerts berberis d'origen mongol (anomenat hazares a l'Afganistan), els àrabs khorasani, gitanos i uns pocs jueus en els pobles. El major nombre d'assentaments i el cultiu s'estén al voltant de la ciutat cap al nord-oest de Meshed, que conté les ciutats importants de Kutxan, Shirvan i Budjnurd.